# 오쓰카 유타카
오쓰카 유타카(일본어: 大塚 豊, 1987년 12월 20일 ~ )는 일본의 프로 야구 선수이며, 현재 퍼시픽 리그인 홋카이도 닛폰햄 파이터스의 소속 선수(투수)이다.

## 인물

### 프로 입단 전
일본 프로야구 드래프트 회의에서 홋카이도 닛폰햄 파이터스가 2위로 지명 교섭권을 획득했다.

### 프로 입단 후

#### 2010년
입단 전부터 앓고 있던 팔꿈치 부상이 악화되어 토미 존 수술을 받고 수술에 성공했지만, 시즌 중 2군 등판도 없었다.

#### 2011년
2군에서 중간 계투로 등판하였고, 이어 선발로도 등판했다. 시즌 중반 1군에 처음으로 등판하였다.

#### 2013년
2013년 시즌을 보내던 중 9월 28일 대 오릭스전에서 구원등판 하였지만, 곧바로 이대호에게 만루홈런을 맞는다. 그 후 교체된다.

## 플레이 스타일
최고 구속은 144Km/h 평균 구속은 130Km/h 후반의 직구와 포크볼이 무기이다.

## 상세 정보

### 출신 학교
- 소카 고등학교
- 소카 대학

### 선수 경력
- 홋카이도 닛폰햄 파이터스(2010년 ~ 2016년)

### 개인 기록
- 첫 등판 : 2011년 7월 9일, 대 도호쿠 라쿠텐 골든이글스 6차전(아사히카와 스타루힌 구장), 8회초 2사에 2번째 투수로서 구원 등판, 1/3이닝 2피안타 무실점
- 첫 탈삼진 : 상동, 8회초에 조부로부터 헛스윙 삼진
- 첫 선발 : 2011년 9월 1일, 대 지바 롯데 마린스 18차전(QVC 마린필드), 4와 2/3이닝 6피안타 2실점

### 등번호
- 14(2010년 ~ )

### 연도별 투수 성적
| 연 도      | 소 속      | 등 판 | 선 발 | 완 투 | 완 봉 | 무 4 구 | 승 리 | 패 전 | 세 이 브 | 홀 드 | 승 률 | 타 자 | 이 닝 | 피 안 타 | 피 홈 런 | 볼 넷 | 고 4 | 몸 맞 | 탈 삼 진 | 폭 투 | 보 크 | 실 점 | 자 책 점 | 평 자 책 | W H I P |
| ---------- | ---------- | ----- | ----- | ----- | ----- | ------- | ----- | ----- | -------- | ----- | ----- | ----- | ----- | -------- | -------- | ----- | ---- | ----- | -------- | ----- | ----- | ----- | -------- | -------- | ------- |
| 2011년     | 닛폰햄     | 3     | 2     | 0     | 0     | 0       | 0     | 1     | 0        | 0     | .000  | 42    | 7.1   | 16       | 1        | 2     | 0    | 1     | 5        | 0     | 0     | 7     | 7        | 8.59     | 2.47    |
| 2013년     | 닛폰햄     | 8     | 0     | 0     | 0     | 0       | 0     | 0     | 0        | 0     | ----  | 42    | 9.2   | 11       | 1        | 4     | 0    | 0     | 5        | 0     | 0     | 5     | 5        | 4.66     | 1.55    |
| 통산 : 2년 | 통산 : 2년 | 11    | 2     | 0     | 0     | 0       | 0     | 1     | 0        | 0     | .000  | 84    | 17.0  | 27       | 2        | 6     | 0    | 1     | 10       | 0     | 0     | 12    | 12       | 6.35     | 2.00    |

- 2013년 기준.